# Daphnella bartschi
Daphnella bartschi é uma espécie de gastrópode do gênero Daphnella, pertencente à família Raphitomidae.